# 버베아스커 네아그러
버베아스커 네아그러(루마니아어: Băbească neagră)는 루마니아·몰도바 특산의 포도 품종으로, 라러 네아그러(Rară Neagră)라고도 일컫는다. 몰도바의 오르헤이구·아네니노이구·스트러셰니구·이알로베니구와 루마니아의 몰다비아·도브루자·왈라키아 지역 등에서 재배된다. 루마니아에서는 두 번째로 많이 재배되는 품종이다. 우크라이나와 미국 뉴욕주에서도 재배하며, 세레크시야 차르니(Sereksiya Charni)라는 이명으로 지칭되기도 한다.
버베아스커 네아그러라는 이름은 루마니아어로 "할머니의 흑색"이라는 뜻으로, 본 품종으로 주조된 포도주는 라이트바디 적포도주로 분류된다.